# Breccia cinerina
La breccia cenerina (o breccia cinerina) è una varietà di marmo colorato, utilizzata nella Roma antica, soprattutto in epoca giulio-claudia per mattonelle pavimentali e piccole vasche. Si tratta di una varietà con fondo violaceo e inclusioni biancastre di piccole dimensioni e di forma allungata, disposte tutte nella stessa direzione.
Le varietà della "breccia cenerina" e della "breccia cenerina minuta" compaiono nel catalogo della collezione Belli.
La provenienza di questa varietà non è documentata in modo certo, mentre più recentemente ne è stata ipotizzata l'origine italiana, come variante della breccia di Serravezza, le cui cave sono state individuate sulle Alpi Apuane (Monte Corchia).